# Ammutinamento di Cavite

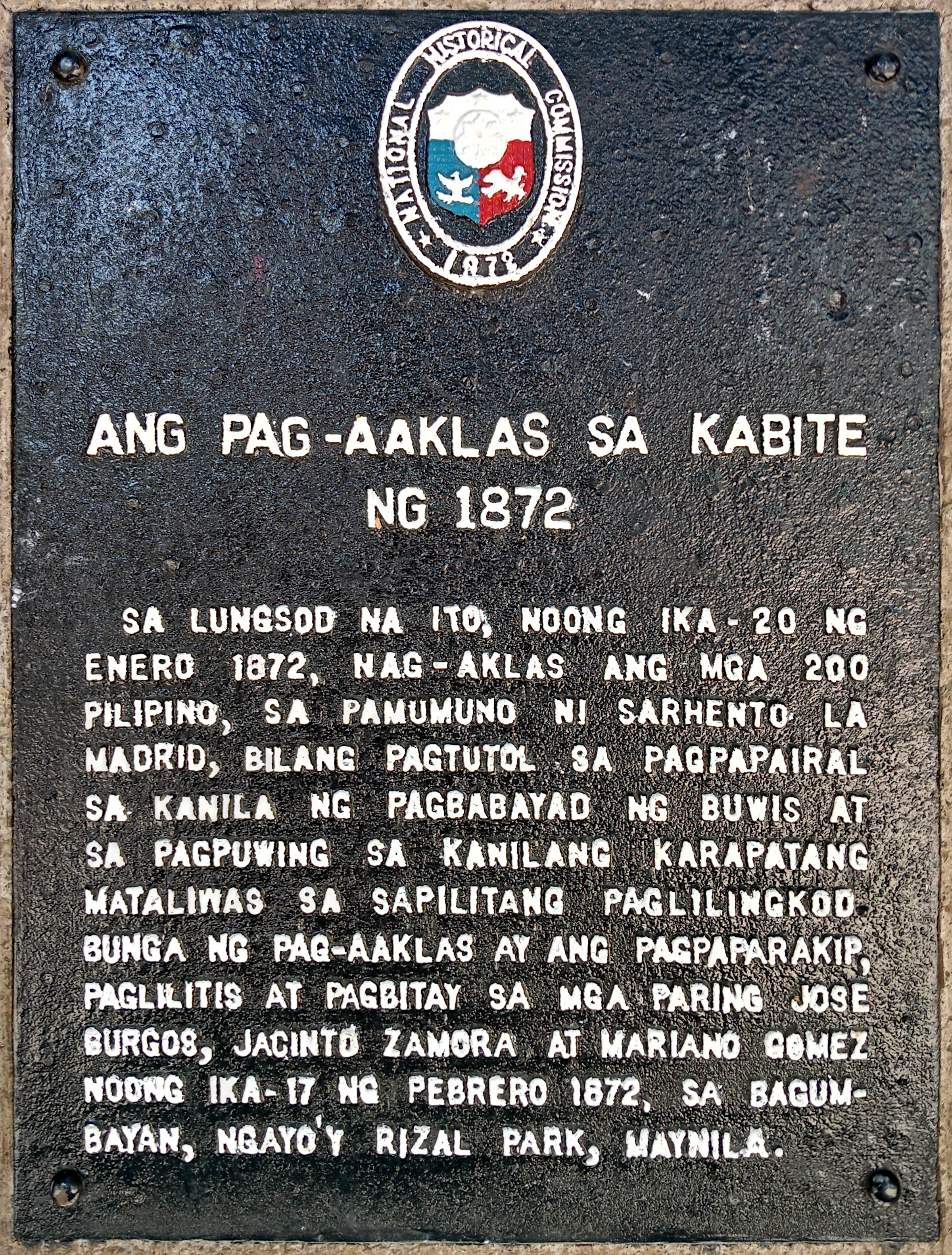
Targa commemorativa dell'ammutinamento di Cavite

L'ammutinamento di Cavite fu una rivolta del personale militare filippino del Forte San Felipe a Cavite nelle isole Filippine, allora parte delle Indie orientali spagnole.

## Storia
Il 20 gennaio 1872 circa 200 soldati e lavoratori coloniali si ribellarono ai governanti spagnoli nella convinzione di dar il via ad una rivolta di carattere nazionale. L'ammutinamento venne rapidamente represso ma il regime spagnolo, guidato dal governatore reazionario Rafael de Izquierdo, usò l’incidente per colpire quei filippini che avevano chiesto riforme governative. Numerosi intellettuali filippini furono sequestrati e accusati di complicità con gli ammutinati tra cui i sacerdoti José Burgos, Jacinto Zamora e Mariano Gómez che furono giustiziati pubblicamente mediante la garrota il 17 febbraio 1872. I tre sacerdoti, noti collettivamente come Gomburza, divennero in seguito martiri per la causa dell'indipendenza delle Filippine.
Queste esecuzioni, in particolare quelle dei Gomburza, ebbero un forte impatto sulla popolazione filippina tantoché il patriota José Rizal, il cui fratello Paciano era un caro amico di Burgos, dedicò l'opera El filibusterismo ai tre sacerdoti. Diversi studiosi ritengono che la dura repressione spagnola all'ammutinamento di Cavite abbia contribuito alla nascita del movimento nazionalista filippino che avrebbe portato alla rivoluzione filippina del 1896.

## Conseguenze
Subito dopo il tentativo di ammutinamento, diversi soldati filippini furono mandati in esilio nell'isola di Mindanao mentre quelli sospettati di aver sostenuto direttamente gli ammutinati furono arrestati e giustiziati. Successivamente altri ammutinati vennero condannati all'ergastolo ed altri furono esiliati in altre isole delle Indie orientali spagnole come Guam e le Marianne. Il gruppo più importante creò invece una colonia di espatriati filippini in Europa, in particolare a Madrid e Barcellona, dove crearono piccole associazioni di ribelli per portare avanti le rivendicazioni che sarebbero sfociate nella Rivoluzione filippina.
Infine, venne emanato un decreto che stabiliva che non ci sarebbero state ulteriori ordinazioni di filippini come parroci della Chiesa cattolica ma, nonostante l'ammutinamento, le autorità spagnole continuarono ad impiegare un gran numero di filippini come carabineros e guardias civil nelle loro forze coloniali fino alla guerra ispano-americana del 1898.